# Eurovision Young Musicians 2010

Länder, die 2010 teilgenommen haben
Länder, die 2010 bereits im Halbfinale ausgeschieden sind
Länder, die in der Vergangenheit teilgenommen haben, jedoch nicht 2010

Der 15. Eurovision Young Musicians (EYM) fand am 14. Mai 2010 in Wien, der Hauptstadt von Österreich, statt. Es war der insgesamt fünfte Wettbewerb und der dritte hintereinander, der in Wien stattfand. Gleichzeitig war es das Eröffnungskonzert der Wiener Festwochen. Sieger des Wettbewerbes war die Flötistin Eva-Nina Kozmus aus Slowenien.
Sie gewann ein Meisterklassenstipendium. Die drei Erstplatzierten erhielten einen Geldpreis und eine Trophäe „Eurovision Young Musicians“.

## Teilnehmer
Die Teilnehmerzahl sank erneut, so nahmen nur 15 Länder am Wettbewerb teil. Zwar debütierte Belarus und Tschechien kehrte zum Wettbewerb zurück, mit Finnland, Serbien und der Ukraine zogen sich jedoch drei Länder wieder vom Wettbewerb zurück.

## Halbfinale
Die Halbfinale fanden im Funkhaus Wien statt. Sie waren nur für geladene Zuhörer besuchbar, konnte aber auch von der Öffentlichkeit über einen Stream auf der Homepage der Eurovision Young Musicians verfolgt werden.

### Erstes Halbfinale
Das erste Halbfinale fand am 8. Mai 2010 statt. Folgende Künstler qualifizierten sich für das Finale:
| Startnr. | Land                   | Interpret            | Instrument |
| -------- | ---------------------- | -------------------- | ---------- |
| 1        | Vereinigtes Königreich | Peter Moore          | Posaune    |
| 2        | Zypern                 | Lambis Pavlou        | Klavier    |
| 3        | Rumänien               | Ştefan Cazacu        | Cello      |
| 4        | Slowenien              | Eva-Nina Kozmus      | Querflöte  |
| 5        | Deutschland            | Hayrapet Arakelyan   | Saxophon   |
| 6        | Russland               | Daniil Trifonow      | Piano      |
| 7        | Schweden               | Mattias Hanskov Palm | Kontrabass |
| 8        | Niederlande            | Dana Zemtsov         | Bratsche   |

 Interpret hat sich für das Finale qualifiziert.

### Zweites Halbfinale
Das zweite Halbfinale fand am 9. Mai 2010 statt. Folgende Künstler qualifizierten sich für das Finale:
| Startnr. | Land         | Interpret                | Instrument  |
| -------- | ------------ | ------------------------ | ----------- |
| 9        | Österreich   | Marie-Christine Klettner | Violine     |
| 10       | Griechenland | Konstantinos Destounis   | Klavier     |
| 11       | Belarus      | Ivan Karizna             | Cello       |
| 12       | Tschechien   | Lukáš Dittrich           | Klarinette  |
| 13       | Norwegen     | Guro Kleven Hagen        | Violine     |
| 14       | Polen        | Bartosz Głowacki         | Akkordeon   |
| 15       | Kroatien     | Filip Merčep             | Marimbaphon |

 Interpret hat sich für das Finale qualifiziert.

### Jury
- Werner Hink (Violine) (Jury-Leitung)
- Ranko Markovic (Leitung des Konservatoriums Wien Privatuniversität / Klavier)
- Aleksandar Marković (Dirigent)
- Ingela Øien (Flöte)
- Hüseyin Sermet (Komponist/Klavier)

## Finale
Das Finale fand am Freitag, dem 14. Mai 2010 am Wiener Rathausplatz vor rund 45.000 Menschen statt.
Die Teilnehmer wurden von einer Fachjury bewertet, welche von Péter Eötvös geleitet wurde.
Begleitet wurden die Finalisten vom Radio-Symphonieorchester Wien unter Leitung von Cornelius Meister.
| Platz | Startnr. | Land        | Interpret          | Instrument  | Musikstück |
| ----- | -------- | ----------- | ------------------ | ----------- | --- |
| 1.    | 6        | Slowenien   | Eva-Nina Kozmus    | Querflöte   | Konzert für Flöte, 3. Satz Allegro scherzando von Jacques Ibert                                                     |
| 2.    | 2        | Norwegen    | Guro Kleven-Hagen  | Violine     | Violinkonzert D-Dur op. 35 von Pjotr Iljitsch Tschaikowski                                                          |
| 3.    | 7        | Russland    | Daniil Trifonow    | Klavier     | Grande Polonaise Brillante précédé d’un Andante spianato, G-Dur u. Es-Dur, Opus 22 von Frédéric Chopin              |
| –     | 1        | Kroatien    | Filip Merčep       | Marimbaphon | Konzert für Marimbaphon und Streichorchester II. rythmique, energique von Emmanuel Séjourné                         |
| –     | 3        | Polen       | Bartosz Głowacki   | Akkordeon   | Konzert „Classico“ für Akkordeon und Sinfonieorchester, Lento drammatico, Allegro ben ritmico von Mikołaj Majkusiak |
| –     | 4        | Deutschland | Hayrapet Arakelyan | Saxophon    | Fantaisie brillante pour flûte et piano nach Motiven aus Carmen von François Borne                                  |
| –     | 5        | Belarus     | Ivan Karizna       | Cello       | Cellokonzert Nr. 1 in C-Dur, 3. Satz Allegro molto von Joseph Haydn                                                 |

### Jury
- Péter Eötvös (Komponist/Dirigent)
- Werner Hink (Violine)
- Alexei Ogrintchouk (Oboe)
- / Cristina Ortiz (Klavier)
- Ben Pateman (Label Manager)

## Fernsehübertragung
2010 wurde der Wettbewerb in 20 Länder übertragen.
| Teilnehmende Länder       | Teilnehmende Länder |
| Land                      | Sender              |
| ------------------------- | ------------------- |
| Belarus                   | BTRC                |
| Deutschland               | WDR                 |
| Griechenland              | ERT                 |
| Niederlande               | NPS                 |
| Norwegen                  | NRK                 |
| Österreich                | ORF                 |
| Polen                     | TVP                 |
| Rumänien                  | TVR                 |
| Russland                  | KTVC                |
| Slowenien                 | RTVSLO              |
| Schweden                  | SVT                 |
| Tschechien                | ČT                  |
| Ukraine                   | NTU                 |
| Vereinigtes Königreich    | BBC                 |
| Zypern                    | CYBC                |
| Nicht Teilnehmende Länder |                     |
| Armenien                  | ARMTV               |
| Belgien                   | RTBF                |
| Dänemark                  | DR                  |
| Estland                   | ERR                 |
| Island                    | RÚV                 |